# Hanna Ałeksandrowa
Hanna Ałeksandrowa (ur. 11 lipca 1993) – ukraińska lekkoatletka specjalizująca się w trójskoku.
W 2009 odpadła w eliminacjach podczas olimpijskiego festiwalu młodzieży Europy. Po zajęciu piątej lokaty w kwalifikacjach kontynentalnych zdobyła brązowy medal igrzysk olimpijskich młodzieży w Singapurze (2010). W 2011 wywalczyła brąz podczas mistrzostw Europy juniorów. Reprezentantka kraju w meczach międzypaństwowych juniorek.
Rekordy życiowe: stadion – 13,63 (14 czerwca 2013, Kijów); hala – 13,29 (26 lutego 2011, Mohylew). 

## Osiągnięcia
| Rok  | Impreza                                               | Miejsce   | Lokata            | Wynik |
| ---- | ----------------------------------------------------- | --------- | ----------------- | ----- |
| 2009 | Letni olimpijski festiwal młodzieży Europy            | Tampere   | el. – 21. miejsce | 11,59 |
| 2010 | Kwalifikacje Europy do igrzysk olimpijskich młodzieży | Moskwa    | 5. miejsce        | 12,68 |
| 2010 | Igrzyska olimpijskie młodzieży                        | Singapur  | 3. miejsce        | 12,64 |
| 2011 | Mistrzostwa Europy juniorów                           | Tallinn   | 3. miejsce        | 13,14 |
| 2012 | Mistrzostwa świata juniorów                           | Barcelona | 4. miejsce        | 13,48 |
| 2013 | Młodzieżowe mistrzostwa Europy                        | Tampere   | 4. miejsce        | 13,46 |